# برايان سبنسر
برايان سبنسر هو لاعب هوكي الجليد كندي، ولد في 3 سبتمبر 1949 في Fort St. James ‏ في كندا، وتوفي في 3 يونيو 1988 في مقاطعة بالم بيتش في الولايات المتحدة.

## وصلات خارجية
- برايان سبنسر على موقع دوري الهوكي الوطني (الإنجليزية)
- برايان سبنسر على موقع EliteProspects.com (الإنجليزية)
- برايان سبنسر على موقع HockeyDB.com (الإنجليزية)
- برايان سبنسر على موقع Hockey-Reference.com (الإنجليزية)